# John Peter Zenger

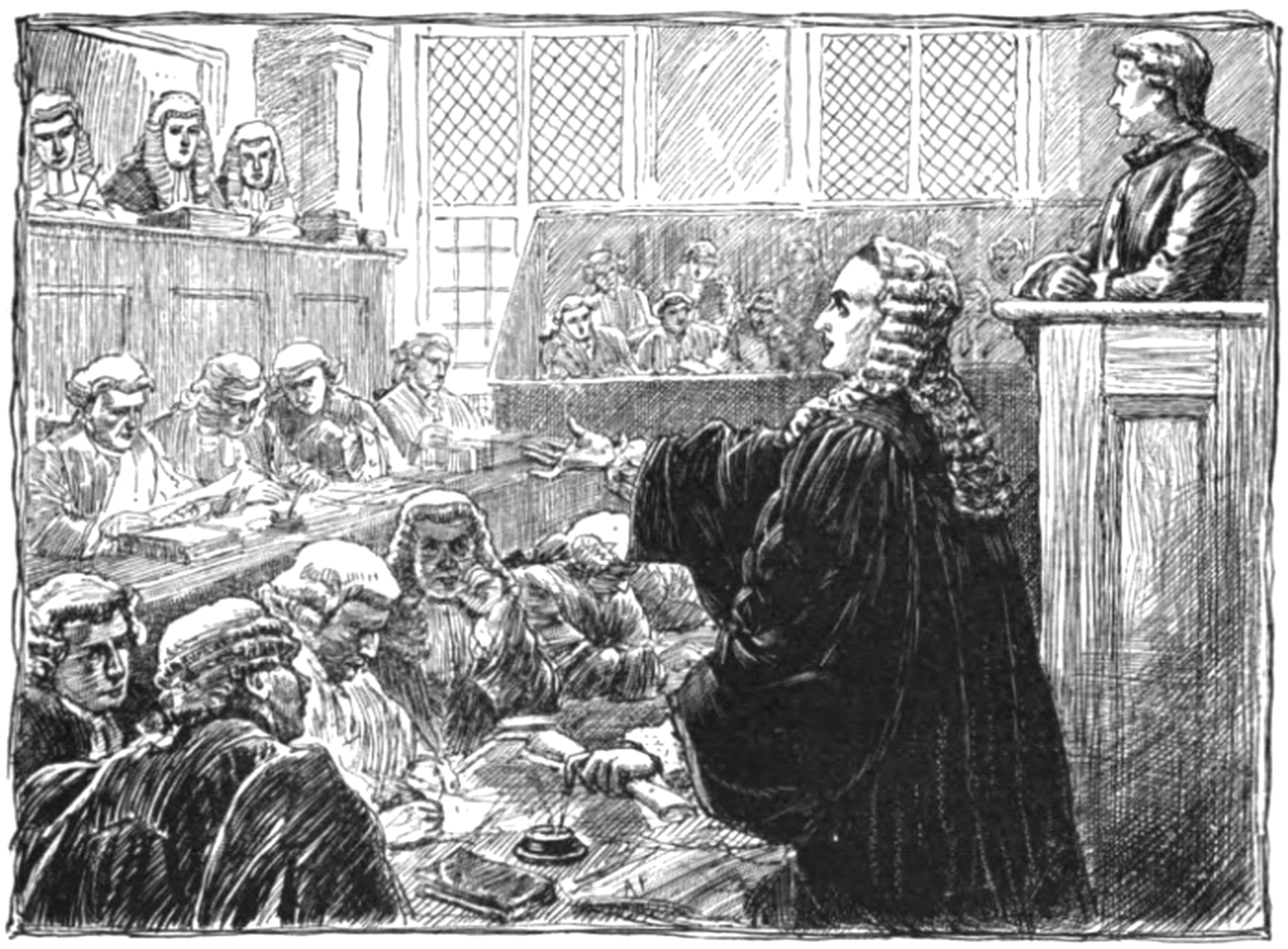
Illustration des Prozesses im Buch Wall Street in History (1883)

Johann „John“ Peter Zenger (* 26. Oktober 1697 in Impflingen; † 28. Juli 1746 in New York) war ein deutsch-amerikanischer Publizist und Verleger. Sein Freispruch vom Vorwurf der Verleumdung im Jahre 1735 trug wesentlich zur Begründung der Pressefreiheit in den USA bei, die 1776 in der Unabhängigkeitserklärung der Vereinigten Staaten als Menschenrecht konstituiert wurde.

## Leben
Zenger emigrierte 1710 mit seinen Eltern aus der Pfalz nach New York. Sein Vater Nicolaus Eberhard Zenger verstarb während der Überfahrt mit dem Auswandererschiff „Queen Ann“. In New York erhielt der Junge eine Ausbildung als Drucker bei William Bradford. 1719 heiratete er Mary White und ließ sich mit ihr vorübergehend in Maryland nieder. Nach dem Tod seiner Frau kehrte er 1722 nach New York zurück, wo er im gleichen Jahr Ann Catherina Moulin heiratete. Im Jahr 1733 gründete er, wohl auf Anregung von einigen Quäkern um den Rechtsanwalt James Alexander, die eine Plattform für ihre Unzufriedenheit mit dem neuen Gouverneur von New York Sir William Cosby suchten, mit dem New York Weekly Journal eine eigene Zeitung und einen Gegenpol zum regierungstreuen Blatt seines ehemaligen Lehrherren, der New-York Gazette. Es erschienen nun, von anonymen Autoren verfasst, eine Reihe von für die Obrigkeit wenig schmeichelhaften Artikeln. 1734 wurde Zenger wegen Verleumdung des Gouverneurs angeklagt und inhaftiert. Dieser nahm starken politischen Einfluss auf das Verfahren, beispielsweise durch die Auswahl zweier ihm wohlgesinnter Richter. Zengers Verteidigern William Smith und James Alexander wurde im Laufe des Verfahrens die Lizenz entzogen, worauf Andrew Hamilton seinen Fall übernahm. Am 5. August 1735 befanden die Geschworenen der Verhandlung zur öffentlichen Überraschung Zenger für nicht schuldig.
Mit diesem Urteil wurde in der Geschichte der Zeitungen der Vereinigten Staaten der Grundstein für die Pressefreiheit gelegt. Seit 1954 wird am Institut für Journalistik der University of Arizona jährlich zum Gedächtnis ein Preis vergeben, der aktuell den Titel John Peter and Anna Catherine Zenger Award for Freedom of the Press and the People's Right to Know trägt.